# Haliclona calanus
Haliclona calanus är en svampdjursart som beskrevs av William Lundbeck 1909. Haliclona calanus ingår i släktet Haliclona och familjen Chalinidae. Inga underarter finns listade i Catalogue of Life.